# Gaetano Grandi
Gaetano Grandi (Piacenza, 1893 – Piacenza, 24 settembre 1973) è stato un avvocato e politico italiano.

## Biografia
Proveniente da una famiglia di avvocati (il nonno Filippo è stato deputato al Parlamento Subalpino e primo presidente del consiglio provinciale di Piacenza nel 1860; l'omonimo Gaetano è stato avvocato e amico di Giuseppe Verdi), ricevette una formazione di stampo liberale che mantenne anche nel corso della dittatura fascista. Fu uno dei pochi avvocati piacentini a rifiutarsi di iscriversi al Partito Nazionale Fascista, scontrandosi in diverse occasioni con le rappresentanze locali del regime. Dopo la caduta del fascismo ricevette l'incarico di ricostituire il Partito Liberale a Piacenza. Negli ultimi giorni di luglio del 1943 alcuni liberali piacentini si riunirono nello studio del sen. Fabri e incaricarono l'avvocato Grandi di ricostituire il Partito a Piacenza. Ma in seguito all'insediamento della Repubblica di Salò fu inserito in una lista di 13 sorvegliati speciali, e per questo fu arrestato, dovette chiudere lo studio e fuggire dalla città; fu uno dei responsabili del Comitato di Liberazione Nazionale piacentino durante la Resistenza e dopo la fine della guerra, diventandone vicepresidente. Nel dopoguerra rimase nei ranghi del Partito Liberale piacentino, rappresentandolo fino alla morte in Consiglio comunale e ricoprendo l'incarico di assessore in diverse giunte. 
È stato in due riprese presidente del Piacenza, nella stagione 1920-1921, contribuendo alla realizzazione del primitivo campo di Barriera Genova e tra il 1951 e il 1954.
Ha avuto sei figli: Filippo (sindaco di Piacenza nel 1993), Piero, Lanfranco, Gianluigi, Giulia, Paola.